# Référendum local sur le rattachement de Tende et La Brigue
Le référendum local sur le rattachement des cantons de Tende et La Brigue a lieu le 12 octobre 1947. 
Ce référendum demande à la population concernée de ratifier les dispositions du traité de Paris signé le 10 février de la même année, qui prévoit le transfert de 709 km2 de territoire comprenant notamment Tende et La Brigue de l'Italie à la France.
La population approuve le rattachement à la France à une large majorité de 92,27 % des suffrages exprimés, pour un taux de participation de 95,41 %.

## Territoires cédés

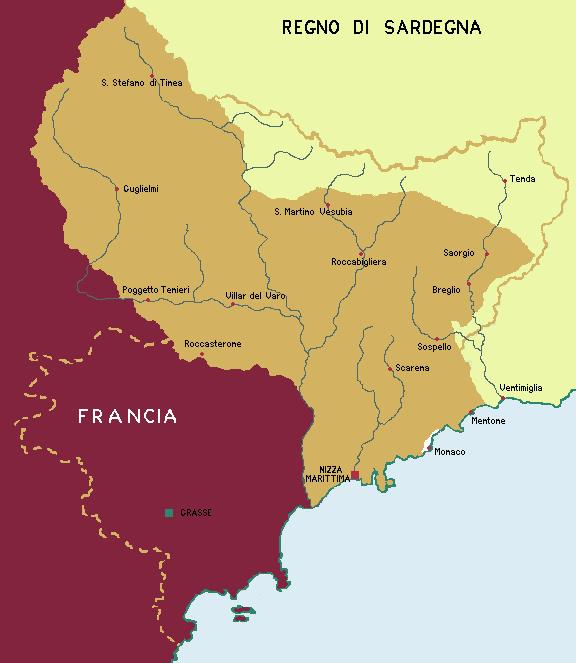
Évolution territoriale du département des Alpes-Martimes depuis 1793.
Comté de Nice rattaché à la France en 1860.
Acquisition du 10 février 1947 (Tende, La Brigue et Piène).

À la suite de sa défaite avec les nations de l'Axe, l'Italie se vit contrainte de céder symboliquement une partie de son territoire. Les communes de Tende et La Brigue (560 km2), 3,22 km2 au col du Petit-Saint-Bernard, 82 km2 sur le plateau du Mont-Cenis, 47 km2 au mont Thabor et 17 km2 au mont Chaberton. Les communes de Tende et La Brigue avaient fait partie du comté de Nice jusqu'en 1860 et la signature du traité de Turin. Ce dernier permit l'annexion de la majeure partie du comté de Nice à la France qui fut ratifiée par un plébiscite organisé dans des conditions discutables. Cependant Tende et La Brigue restèrent italiennes jusqu'en 1947. Le rattachement devint officiel le 16 septembre 1947. La nouvelle frontière suit approximativement la ligne de crête (les forts du col de Tende étant annexés par la France). Les arguments invoqués par les alliés étaient de deux ordres : 
– militaire : une frontière suivant la ligne de crêtes rendant plus ardue une nouvelle invasion ;
– civil : le sentiment francophile des populations concertées en 1860 lors de la libération des deux communes en avril 1945, donne une large majorité à la France.

## Inscrits au scrutin
Une disposition particulière du traité de paix avec l'Italie donne aux Brigasques et aux Tendasques la possibilité d'opter pour ou contre le rattachement. Peuvent voter les habitants des zones concernées; soit ceux de Tende, La Brigue, ceux des hameaux de Libre et Piène-Haute (anciennement dans la commune italienne de Olivetta et rattachés à Breil-sur-Roya depuis septembre), du hameau de Mollière (ou Mollières, anciennement sur la commune italienne de Valdieri et rattaché à la commune de Valdeblore en septembre). Les habitants italiens de Realdo ne purent participer malgré leur volonté, n'étant pas concernés par le traité. Une part importante de la population de ce hameau souhaitait également le rattachement à la France.

## Résultats
| Choix                     | Votes | %     |
| ------------------------- | ----- | ----- |
| Oui                       | 2 603 | 92,27 |
| Non                       | 218   | 7,73  |
|                           |       |       |
| Votes valides             | 2 821 | 99,16 |
| Votes blancs et invalides | 24    | 0,84  |
| Total                     | 2 845 | 100   |
| Abstention                | 137   | 4,59  |
| Inscrits/Participation    | 2 982 | 95,41 |

| Oui 2 603 92,27 % |  | Non 218 7,73 % |
| ▲                 |  |                |
| Majorité absolue  |  |                |